# José de Escandón
José de Escandón y Helguera, conde de Sierra Gorda (Soto de la Marina, 19 maggio 1700 – 1770) è stato un politico spagnolo, primo governatore della colonia del Nuevo Santander (Nuovo Santander), nel Viceregno di Nuova Spagna.